# 네덜란드 저지 독일어 위키백과

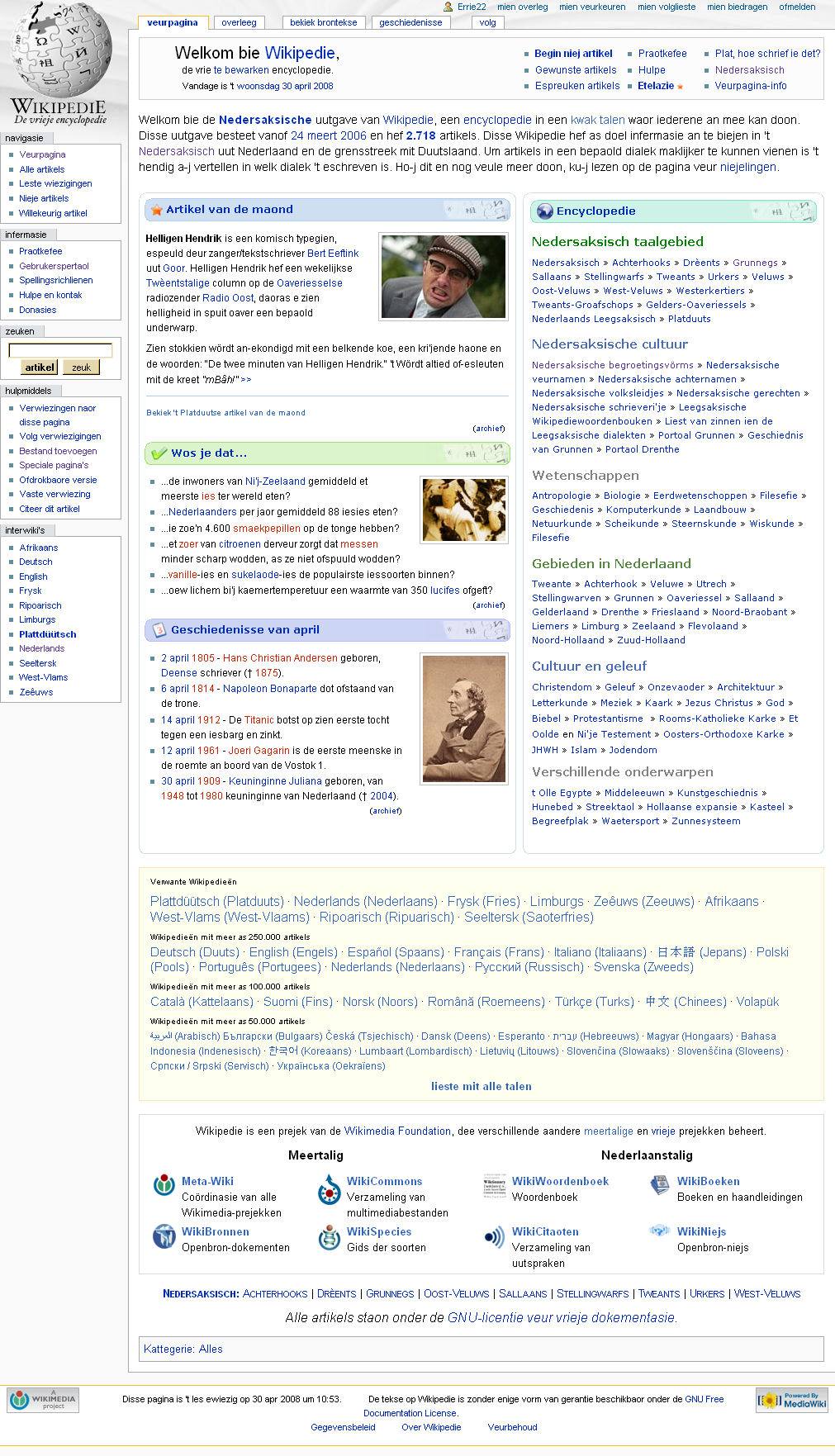

네덜란드 저지 독일어 위키백과는 네덜란드 저지 독일어로 운영되는 위키백과 언어판이다. 2006년에 시작되었다. 기호는 nds-nl이다.

## 같이 보기
- 네덜란드어 위키백과